# Хохлатая майна
Хохлатая майна (лат. Acridotheres cristatellus) — вид воробьинообразных птиц из семейства скворцовых (Sturnidae). Нативная для Китая, Лаоса, Тайваня, Мьянмы и Вьетнама; интродуцирована в Аргентину, Бруней, Малайзию, на Филиппинские острова и в Сингапур; залётная в Японии и Таиланде.

## Классификация
В десятом издании своей Systema Naturae Карл Линней включил краткое описание этого вида, придумал биномиальное имя Gracula cristatella. Видовое название cristatella — это уменьшительная форма лат. cristatus. Теперь хохлатая майна отнесена к роду Acridotheres, который был введен в 1816 году французским орнитологом Луи Жаном Пьером Вийо. Ранее он был отнесен к роду Aethiospar.

### Подвиды
Выделяют три подвида:
- А. с. cristatellus (Linnaeus, 1758) — обитает в южном и юго-восточном Китае.
- А. с. brevipennis Hartert, E, 1910 — обитает на острове Хайнань (у юго-восточного Китая) и в Индокитае.
- А. с. formosanus (Hartert, E, 1912) — обитает на Тайване.

## Описание
Длина взрослой птицы в среднем 26 см. Оперение, в основном, чёрное с лёгким зелёным отливом; Хохлатая майна имеет пару белых пятен под крыльями, которые более заметны во время полета. Рулевые перья имеют белые кончики, за исключением средней пары. Нижние кроющие хвоста черные с белым кончиком.  У хохлатой майны есть чёткий хохолок на лбу (у самки развит немного меньше); радужная оболочка глаз оранжевая, клюв бледно-жёлтый с красным основанием, ноги тускло-жёлтые. Клюв тонкий и очень острый.
Подвид A. c. brevipennis, имеет пропорционально меньшие крылья и меньший клюв. Подвид А. с. formosanus немного меньше, чем номинативный подвид, и его клюв зеленовато-жёлтый.

### Описание птенцов
Птенцы рождаются голыми, но имеют короткий серый пух на некоторых частях тела. Примерно через 18–20 дней молодые особи полностью покрываются коричневыми перьями. На этой стадии гребень, обычно, не развит. У неполовозрелых хохлатых майн серо-голубые глаза.

## Интродукции
В конце 1800-х годов хохлатая майна была завезена в Ванкувер, Британская Колумбия. Она смогла размножаться, и его популяция выросла примерно до 20 000–30 000 особей. К середине XX века численность начала сокращаться, и в настоящее время птица истреблена в Северной Америке. Хохлатая майна также была успешно завезена в Пенанг, Сингапур, Манилу, а также в некоторые районы Японии и Аргентины.

## Среда обитания
Хохлатая майна обычно встречается на открытых пространствах вблизи городских и сельскохозяйственных районов.

## Рацион
Хохлатая майна всеядна. В состав рациона входит разнообразная пища, включая червей, личинок, зерно, фрукты и даже мусор. Это очень полезная птица для фермеров, так как она питается насекомыми и не портит урожай. Рацион хохлатой майны меняется в зависимости от сезона. В среднем, 40 % рациона взрослой птицы составляет животная, а 60 % — растительная пища. Однако в сентябре доля животной пищи в её рационе увеличивается примерно до 50–60%, из которых почти половина приходится на мух. В зимние месяцы, когда насекомые и фрукты встречаются реже, хохлатая майна ест гораздо больше мусора. В то время он составляет около 15% её рациона.